# لیلینفلد
لیلینفلد (به آلمانی: Lilienfeld) یک شهر در اتریش است که در ناحیه لیلینفلد واقع شده‌است. لیلی‌انفلد ۳٬۰۲۱ نفر جمعیت دارد.

## خواهرخوانده
شهر ترژبیچ خواهرخواندهٔ لیلینفلد هست.